# Zilje
Zilje – wieś w Słowenii, w gminie Črnomelj. W 2018 roku liczyła 127 mieszkańców.